# David Wijnveldt

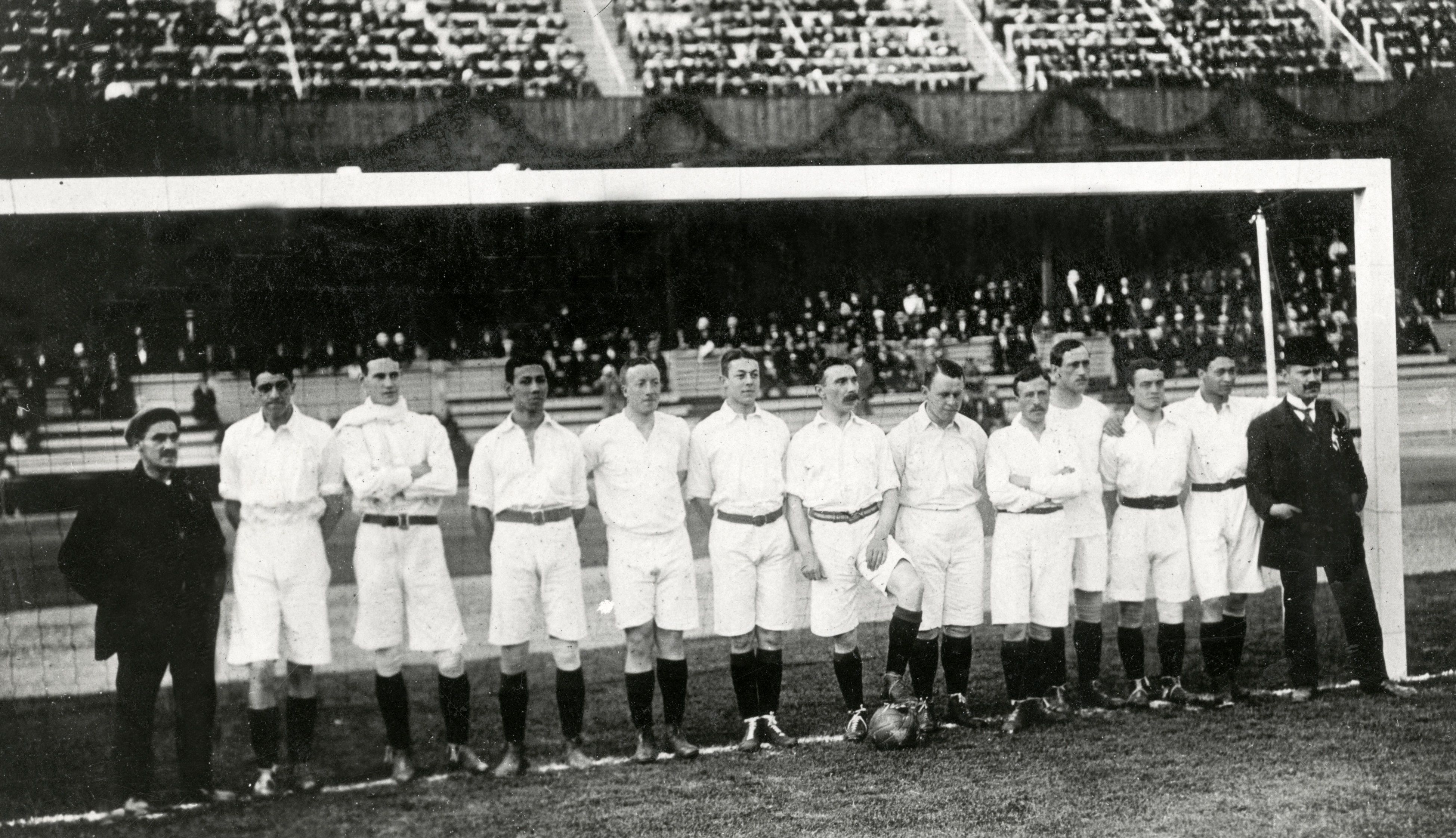
Wijnveldt (vierter von links), Olympische Sommerspiele 1912

David Wijnveldt (* 15. Dezember 1891 in Jember, Jawa Timur; † 28. März 1962 in Zutphen, Gelderland) war ein niederländischer Fußballspieler. 
Er bestritt zwischen 1912 und 1914 13 Länderspiele für die niederländische Fußballnationalmannschaft. Wijnveldt nahm an den Olympischen Sommerspielen 1912 in Stockholm teil und gewann dort mit der niederländischen Nationalmannschaft die Bronzemedaille. 
David Wijnveldt spielte für Utile Dulci Delft. Er studierte in den Niederlanden und kehrte nach Abschluss seines Studiums in seine Heimat Niederländisch-Indien zurück. 